# Sigmoidina
Sigmoidina es un género de foraminífero bentónico normalmente considerado un subgénero de Sigmoidella, es decir, Sigmoidella (Sigmoidina), pero aceptado como sinónimo posterior de Sigmoidella de la subfamilia Polymorphininae, de la familia Polymorphinidae, de la superfamilia Polymorphinoidea, del Suborden Lagenina y del orden Lagenida. Su especie-tipo era Sigmoidella (Sigmoidina) pacifica. Su rango cronoestratigráfico abarcaba el Holoceno.

## Discusión
Clasificaciones previas incluían Sigmoidina en la superfamilia Nodosarioidea.

## Clasificación
Sigmoidina incluía a las siguientes especies:
- Sigmoidina edwardsi †, también considerado como Sigmoidella (Sigmoidina) edwardsi †, de posición genérica incierta
- Sigmoidina kagaensis †, también considerado como Sigmoidella (Sigmoidina) kagaensis † y aceptado como Sigmoidella kagaensis
- Sigmoidina pacifica †, también considerado como Sigmoidella (Sigmoidina) pacifica † y aceptado como Sigmoidella pacifica
- Sigmoidina silvestrii †, también considerado como Sigmoidella (Sigmoidina) silvestrii † y aceptado como Sigmoidella silvestrii
- Sigmoidina yokoyamai †, también considerado como Sigmoidella (Sigmoidina) yokoyamai †, de posición genérica incierta